# Поркероль

Карта острова Поркероль

Поркеро́ль (фр. Ile de Porquerolles) — французский остров, расположенный в Средиземном море у побережья Ривьеры между Марселем и Ниццей. Крупнейший остров Йерских островов. Площадь острова — 12,54 км². Население, согласно переписи 2004 года, — 200 человек.
Островное поселение было основано в 1820 году. В 1837 году на острове был построен маяк, а в 1850 году — церковь Поркероля. В 1912 году весь остров был куплен Франсуа-Жозефом Фурнье в качестве свадебного подарка его жене. В 1971 году государство выкупило 80 % острова, желая сохранить его природу от застройки. В настоящее время большая часть острова находится в составе национального парка Пор-Кро (фр. Port-Cros Parc National) и заповедника.